# AlMasria Universal Airlines
AlMasria Universal Airlines – linia lotnicza z siedzibą w Egipcie.
Jej samoloty regularnie kursują z Egiptu na Bliski Wschód. Przewoźnik jest pierwszym prywatnym egipskim przewoźnikiem obsługującym regularne loty.

## Historia
Plany założenia linii ALMasria zostały ogłoszone w 2008 i linia lotnicza rozpoczęła działalność w czerwcu 2009. Firma realizuje też loty cargo. Egypt Aviation Service szkoli personel pokładowy.

## Flota
Według stanu na maj 2025 flota AlMasria Universal Airlines składała się z 8 samolotów o średnim wieku 22 lat:
| Samolot         | Samolot | Samolot   | Liczba miejsc | Liczba miejsc | Uwagi |
| Model           | Aktywne | Zamówione | E             | Łącznie       | Uwagi |
| --------------- | ------- | --------- | ------------- | ------------- | ----- |
| Airbus A320-200 | 2       | -         | 180           | 180           |       |
| Airbus A321-200 | 4       | -         | 210           | 210           |       |
| Boeing 737-400  | 2       | -         | 158           | 158           |       |
| Łącznie         | 8       | 0         |               |               |       |